# Wacław Zawadzki (literat)
Wacław Zawadzki, pierwotnie Józef Lewin-Łaski, ps. „Puchatek” (ur. 30 listopada 1899 w Warszawie, zm. 28 lipca 1978 w Warszawie) – polski literat, bibliofil, historyk, członek Komitetu Obrony Robotników i Komitetu Samoobrony Społecznej „KOR”.

## Życiorys
Działacz PPS, za działalność w niej więziony przed I wojną światową na Cytadeli, ochotnik w wojnie polsko-bolszewickiej w 1920. W okresie międzywojennym studiował historię oraz prowadził antykwariat wysyłkowy.
W czasie II wojny światowej znalazł się w getcie warszawskim. Organizował tam tajne nauczania oraz kolportaż podziemnej prasy. W 1942 w getcie zginęła jego żona, on sam, wraz z córką, opuścił potajemnie getto w styczniu 1943. Po zakończeniu wojny nie powrócił do nazwiska rodowego, pozostając przy wynikającym z dokumentów używanych w czasie okupacji.
Od 1945 do 1948 był dyrektorem Spółdzielni Wydawniczej „Wiedza”. Należał do PPS (wydalony w 1948), a w latach 1956-1967 do PZPR. Został usunięty z partii w związku z podpisaniem listu w obronie Leszka Kołakowskiego. Od 1955 pracował w Państwowym Instytucie Wydawniczym, gdzie zajmował się przede wszystkim edycją pamiętników, m.in. w serii Biblioteka Pamiętników Polskich i Obcych. Był także tłumaczem. W latach 70. zaangażował się w działania opozycji. Był sygnatariuszem Listu 59 przeciwko zmianom w konstytucji i członkiem KOR (od 30 października 1976) i KSS KOR. Należał do Polskiego PEN Clubu i Związku Literatów Polskich.
Został pochowany na cmentarzu Powązkowskim w Warszawie (kwatera 133-4-10).

## Prace edytorskie
- Daniel Chodowiecki: 64 reprodukcje (1953)
- Pamiętniki dekabrystów. T. 3, Sprawy dekabrystowskie w pamiętnikarstwie polskim (1960)
- Polska Stanisławowska w oczach cudzoziemców. T. 1 i 2 (1963)
- Longin Pantielejew Wspomnienia (1964)
- Antoni Rolle Gawędy historyczne (1966)
- Antoni Rolle Sylwetki literackie (1966)
- August Iwański Pamiętniki 1832-1876 (1968)
- Karol Frankowski Moje wędrówki po obczyźnie (1973)
- Gottlieb Langner Pamiętnik dorożkarza warszawskiego: 1832-1857 (1975)
- Anthelme Brillat-Savarin Fizjologia smaku albo Medytacje o gastronomii doskonałej (1977)

## Odznaczenia
23 września 2006 Prezydent RP Lech Kaczyński odznaczył pośmiertnie Wacława Zawadzkiego Krzyżem Komandorskim Orderem Odrodzenia Polski „za wybitne zasługi dla niepodległości Rzeczypospolitej Polskiej, za działalność na rzecz przemian demokratycznych w kraju”.

## Życie prywatne
Jego córką była Wiktoria Śliwowska.